# Janet Napolitano
Pour les articles homonymes, voir Napolitano.
 (mars 2025).
Si vous disposez d'ouvrages ou d'articles de référence ou si vous connaissez des sites web de qualité traitant du thème abordé ici, merci de compléter l'article en donnant les références utiles à sa vérifiabilité et en les liant à la section « Notes et références ».
Janet Ann Napolitano, née le 29 novembre 1957 à New York (État de New York), est une femme politique américaine. Membre du Parti démocrate, elle est gouverneure démocrate de l'Arizona entre 2003 et 2009 puis secrétaire à la Sécurité intérieure entre 2009 et 2013 dans l'administration du président Barack Obama.

## Biographie

### Enfance et études
Née à New York dans une famille d'origine italienne, Janet Napolitano passa son enfance à Pittsburgh et à Albuquerque avant de partir étudier le droit à l'université de Virginie, d'où elle sort diplômée.

### Carrière politique

#### Ascension
Janet Napolitano commence sa carrière professionnelle en tant qu'Attorney dans l'agglomération de Phoenix, en Arizona. En 1993, Bill Clinton la nomme Attorney du district de l'Arizona et en 1998, elle est élue Procureure générale de l'État de l'Arizona.
En novembre 2002, Janet Napolitano est élue gouverneure de l'Arizona avec 47 % des voix contre 44 % à son opposant républicain, Matt Salmon. Elle bénéficie de la forte mobilisation de la communauté hispanique, des femmes et des plus pauvres.

#### Ambition présidentielle
En 2004, elle est pressentie pour être colistière de John Kerry à l’élection présidentielle, mais John Edwards lui est préféré. Néanmoins, elle s'investit dans la campagne électorale pour soutenir le candidat démocrate, et tente d'arracher, sans succès, l'Arizona à son tropisme républicain.

#### Travail de gouverneure
Gouverneure, elle fait ouvrir de nouvelles crèches et garderies d'enfants, restreint l'utilisation de l'eau, fait augmenter les dépenses de santé publique et encourage le développement des biotechnologies. Elle doit faire face également à l'immigration illégale en provenance du Mexique et appliquer une politique adéquate pour l'arrêter.
Janet Napolitano défend le droit à l'avortement et est une partisane de la peine de mort pour les crimes les plus graves. En 2005, elle propose que soit organisé au plus tôt un vote pour amender la constitution de l'État afin d'interdire le mariage entre personnes de même sexe. Le référendum a lieu en novembre 2006 et se solde par un score très serré.
Le 13 novembre 2005, Time Magazine a distingué Janet Napolitano comme l'une des cinq meilleures ou plus performantes gouverneures des États-Unis.
En novembre 2006, elle est réélue pour un nouveau mandat de gouverneure, avec 63 % des voix contre 35 % à son concurrent républicain, Len Munsil.

### Secrétaire à la Sécurité intérieure
Le 20 janvier 2009, à la suite de la prise de fonction de Barack Obama comme président des États-Unis, elle est confirmée par le Sénat pour le poste de secrétaire à la Sécurité intérieure des États-Unis dans son administration. Elle est la première femme à occuper cette fonction.
Elle a annoncé en juin 2009 qu'elle allait mettre fin au programme National Applications Office, qui mettait à disposition de la police et d'autres agences les images prises par les satellites espions.
En 2012, Forbes la classe au neuvième rang de la liste des femmes les plus puissantes du monde et huitième l'année suivante.
Le 12 juillet 2013, elle annonce qu'elle quittera son poste vers le début septembre pour devenir présidente de l'université de Californie. Le 6 septembre suivant, sa démission devient effective.

### Vie privée
Napolitano a subi à la fin des années 1990, une mastectomie à la suite d'un cancer du sein, guéri depuis.